# Canato de Kumul
O Canato de Kumul foi um canato feudal turco-mongol semiautônomo (equivalente a um Estandarte na Mongólia) dentro da Dinastia Qing e depois da República da China até ser abolido pelo governador de Xinjiang, Jin Shuren, em 1930. O canato estava localizado na atual prefeitura de Hami, em Xinjiang.

## História
Os cãs de Kumul eram descendentes diretos dos cãs do Canato de Chagatai e, portanto, os últimos descendentes do Império Mongol.
A dinastia Ming estabeleceu uma relação tributária com o Canato de Turfã (divisão do Mogulistão), que pôs fim a Kara Del em 1513 após sua conquista por Mansur Cã no Conflito Ming-Turfã. O canato prestou homenagem aos Ming. O Canato de Turfã, sob o comando do sultão Said Baba Cã, apoiou os muçulmanos chineses leais à dinastia Ming durante a rebelião de Milayin em 1646 contra a dinastia Qing. 
A partir de 1647, após a derrota dos leais Ming, durante a qual o príncipe Kumul Turumtay foi morto pelas forças Qing, Kumul se submeteu aos Qing e enviou tributos. Ficou sob o domínio Qing e permaneceu como canato como parte do Império Qing. O título "Jasak Tarkhan" foi concedido a Abdullah Beg Tarkhan (filho do governante Kumul Muhammad Shah-i-Beg Tarkhan), governante de Hami em 1696 após se submeter aos Qing como vassalo durante a Guerra Zungar-Qing. 
O canato lutou contra o Canato da Zungária pelos Qing. Kumul continuou como um canato vassalo quando Xinjiang foi transformado em uma província em 1884 após a Revolta Dungan. 
Os cãs também receberam o título de Qinwang (Príncipe de Primeira Classe, chinês tradicional: 親王, pinyin: qīn wáng) pelo Império Qing. Os cãs receberam um enorme poder da corte Qing, com exceção da administração da execução, que tinha de ser permitida por um oficial chinês destacado em Kumul.   Os cãs eram oficialmente vassalos do imperador da China e, a cada seis anos, eram obrigados a visitar Pequim para serem servos do imperador durante um período de 40 dias.  
Era também conhecido como o principado de Kumul, e os chineses chamavam-no de Hami.  Os cãs eram amigáveis ao governo e às autoridades chinesas. 
O Cã Muhammad e seu filho e sucessor Cã Maqsud Xá cobraram impostos pesados de seus súditos e extorquiram trabalho forçado, o que resultou em duas rebeliões contra seu governo em 1907 e 1912. 
O cã era auxiliado por um chanceler/vizir/primeiro-ministro em sua corte. O último cã, Maqsud Xá, teve Yulbars Cã, o príncipe tigre de Hami, como seu chanceler. 

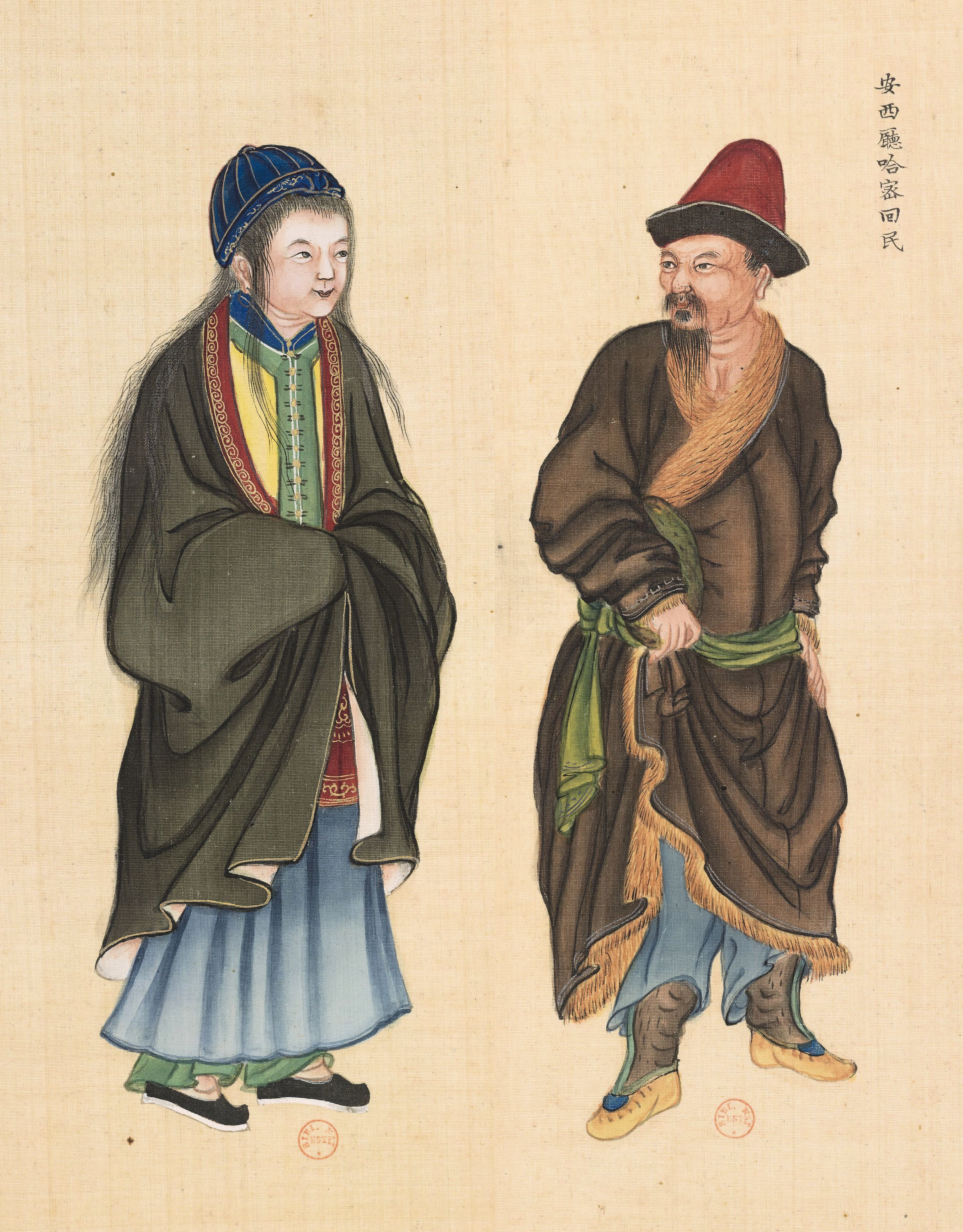
Povo uigur de Hami. Huang Qing Zhigong Tu, 1769

O cã pagava um pequeno tributo anual a Ürümqi e, em troca, o governo de Xinjiang pagava-lhe um subsídio formal de 1.200 taéis de prata por ano — sem dúvida, na opinião de Yang Zengxin, uma quantia suficientemente pequena para garantir a obediência contínua do canato estrategicamente vital. 
Foi a existência do canato que impediu os uigures de se rebelarem, já que o canato representava um governo onde reinava um homem de sua etnia e religião. A abolição do canato levou a uma rebelião sangrenta. 
Em 1928, logo após o assassinato de Yang Zengxin, estimou-se que o idoso Maqsud Xá governava uma população entre 25.000 e 30.000 Kumuliques. O cã era responsável por cobrar impostos e administrar justiça; sua administração dependia de vinte e um Begs, quatro dos quais eram responsáveis pelo próprio Kumul, outros cinco eram responsáveis pelas aldeias das planícies e os doze restantes administravam as regiões montanhosas de Barkul e Karlik Tagh. Maqsud Shah também manteve uma milícia uigur que tinha a reputação de ser mais bem treinada do que sua contraparte na Cidade Velha, predominantemente chinesa. O solo do oásis era rico e bem cultivado, e as condições dos Kumulliks antes de 1929 eram de relativo contentamento e prosperidade. De acordo com as missionárias britânicas Mildred Cable e Francesca French, ambas que conheceram Maqsud Xá pessoalmente, a existência contínua do Canato de Kumul também foi de importância psicológica para os uigures de Turfan e da Bacia do Tarim, que eram tolerantes ao domínio chinês, desde que sua própria sede do governo estivesse firmemente estabelecida em Hami sob Cã Maqsud Xá, que ainda detém o orgulhoso título de Rei do Gobi. 
Após a morte de Maqsud Shah em 6 de junho de 1930, Jin Shuren substituiu o canato por três distritos administrativos provinciais normais: Hami, Yihe e Yiwu. Isso desencadeou a Rebelião de Kumul, na qual Yulbars Cã tentou restaurar o herdeiro Nasir ao trono. 